# Cassytha glabella
Cassytha glabella är en lagerväxtart som beskrevs av Robert Brown. Cassytha glabella ingår i släktet Cassytha och familjen lagerväxter.

## Underarter
Arten delas in i följande underarter:
- C. g. bicallosa
- C. g. casuarinae
- C. g. dispar